# Kämpfe um Wilhelmshaven

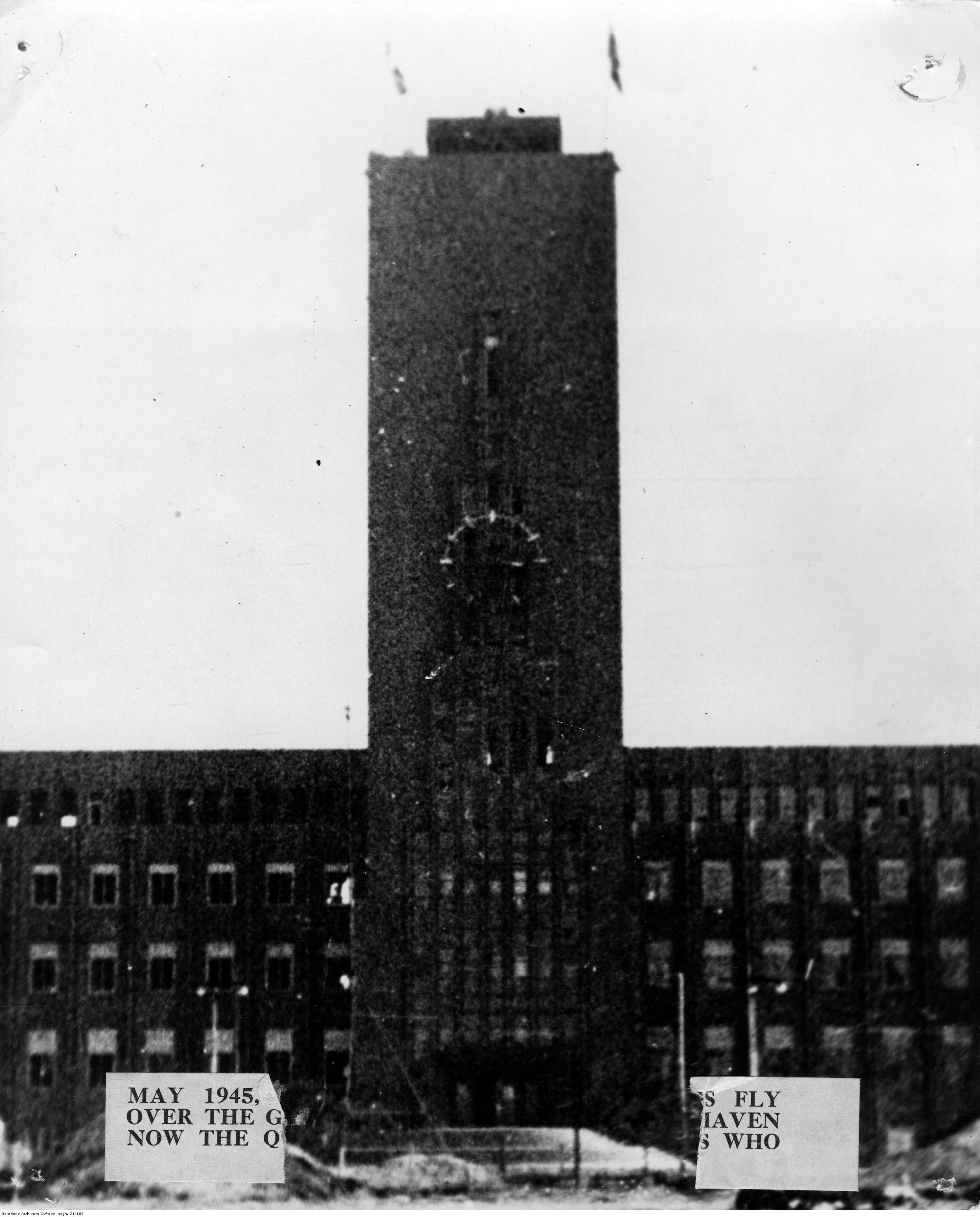
Polnische und britische Flaggen am Rathaus von Wilhelmshaven, Mai 1945

Bei den Kämpfen um Wilhelmshaven handelte es sich um kriegerische Auseinandersetzungen zwischen kanadischen Streitkräften, der polnischen 1. Panzerdivision und der deutschen Garnison Wilhelmshaven vom 24. April bis 5. Mai 1945 am Ende des Zweiten Weltkrieges.

## Vorgeschichte
Die 1. Panzerdivision von General Stanisław Maczek kämpfte von der zweiten Aprilhälfte bis Anfang Mai 1945 in Deutschland in der Jadebusen-Bucht.
Am 6. April wurde die Division Teil des kanadischen II. Korps, das am Nordufer des Rheins kämpfte. Am 8. April begann die letzte alliierte Offensive an der Westfront. Die 1. Panzerdivision überquerte die deutsche Grenze bei Goch und schlug die Richtung zum Küstenkanal ein. Es war nicht möglich, den Kanal direkt zu überqueren, und erst nach starker Luft- und Artillerieunterstützung wurde die deutsche Verteidigung durchbrochen. Das 2. Panzerregiment befreite Stalag VI C in der Nähe von Oberlangen, in dem weibliche Soldaten der Heimatarmee nach dem Fall des Warschauer Aufstands festgehalten wurden. In dem Lager befanden sich insgesamt 1745 Menschen, darunter neun Babys.

## Pläne und Vorbereitungen
Die nächste Aufgabe der Division bestand darin, den deutschen Marinestützpunkt in Wilhelmshaven anzugreifen. Am 9. April erreichte die Division nach einem 18-stündigen Marsch ihr Ziel. Sie wurde mit einem Bataillon belgischer Fallschirmjäger verstärkt und sollte in Richtung Emden operieren. Die kanadische 4. Panzerdivision wurde angewiesen, Wilhelmshaven direkt anzugreifen. Die angreifenden Streitkräfte bestanden aus drei Divisionen: der kanadischen 2. Infanteriedivision, der polnischen 1. Panzerdivision und der kanadischen 4. Panzerdivision. Der Angriff fand im zentralen Norddeutschen Tiefland statt. Das für militärische Operation schwierige Gelände weist zahlreiche Vertiefungen, Kanäle, Flüsse und Moore auf.
Die kanadische 4. Panzerdivision und die kanadische 2. Infanteriedivision ebneten den Weg nach Groningen. General Maczek schickte zwei getrennte Einheiten, die Goor und Coevorden übernahmen und sicherten, die von Kanadiern besetzt waren. Am 14. April nahm die 1. Panzerdivision auf beiden Seiten der deutsch-niederländischen Grenze Stellung. Die 10. Panzerkavallerie-Brigade sollte den Küstenkanal überqueren, und die 3. Schützenbrigade sollte auf niederländischer Seite angreifen, um die Deutschen hinter Winschoten ans Meer zu drängen. Nach fünf Tagen Kampf überquerte die 10. Panzerkavallerie-Brigade, die den rechten Flügel der 1. Panzerdivision bildete, den Kanal. In den nächsten zehn Tagen räumte die 1. Panzerdivision das Marschgebiet und viele Kanäle südlich der Leda vom Feind ab. Die Richtung nach Emden wurde an die kanadischen Truppen übertragen, während die Einheiten der 1. Panzerdivision die Aufgabe erhielten, in Richtung Wilhelmshaven vorzustoßen. Am 1. Mai schlossen sich beide Gruppen der Division (10. Panzerkavallerie-Brigade und 3. Schützenbrigade) zusammen, die bis Mai in getrennten Richtungen operiert hatten.

## Kämpfe
Am 4. Mai näherten sich die ersten Divisionen den äußeren Stellungen der „Festung Wilhelmshaven“. An diesem Tag versuchten sie, den äußeren Befestigungsring im Gebiet nordöstlich von Halsbek ohne die Unterstützung von Artillerie zu durchbrechen – dieser Versuch schlug fehl. Zu dieser Zeit öffnete die Gruppe der 3. Schützenbrigade ihren Weg von Apen nach Westerstede. Um 22:15 Uhr wurde der Division befohlen, den Angriff zu stoppen und am nächsten Tag um 8.00 Uhr das Feuer einzustellen, da deutsche Truppen in der Zone der britisch-kanadischen 21st Army Group kapitulierten.
Am 5. Mai gegen acht Uhr stellte die Divisionsartillerie das Feuer ein. Die Deutschen zogen sich auf die Linie des Ems-Jade-Kanals zurück. Am 5. Mai akzeptierte der Oberst Antoni Grudziński die Übergabe des Kommandos der Festung, der Kriegsmarine-Basis, der Ostfriesland-Flotte, der 10. Infanteriedivision und acht Infanterie- und Artillerie-Regimenter. Am 6. Mai besetzten die Einheiten der 1. Panzerdivision das Gebiet von Wilhelmshaven, Jever, Neuenburg, Zetel und anderen Städten und beendeten ihre Kampfroute. Die 1. Division begann die Stadt und den Hafen zu besetzen, entfernte Fahnen des Dritten Reichs und ersetzte diese durch polnische und britische Flaggen.

## Auswirkungen
Die polnischen Verluste in der Region Wilhelmshaven betrugen 37 Offiziere, 567 Unteroffiziere und Soldaten. Im Hafen kapitulierten das Kommando der 10. deutschen Infanteriedivision, das Kommando von acht Infanterie- und Artillerie-Regimentern, die Admirale Weyher und Zieb, General Gericke, 1900 Offiziere, 32.000 Unteroffiziere und Gefreite. Der deutsche Kreuzer Köln, das Kommandoschiff Njassa, 18 U-Boote, 205 kleinere Schiffe, 94 Festungskanonen, 159 Feldgeschütze, 560 schwere Maschinengewehre, 370 leichte Maschinengewehre, 40.000 Gewehre, 280.000 Artilleriegeschosse, 64 Millionen Kleinwaffenmunition, 23.000 Handgranaten, zahlreiche Minen und Torpedos und gelagerte Lebensmittelvorräte, die drei Monate lang für 50.000 Soldaten ausreichten.

## Gedenken
Die Kämpfe um Wilhelmshaven wurden auf einer der Tafeln am Grab des unbekannten Soldaten in Warschau mit der Aufschrift „WILHELMSHAVEN 24 IV - 5. Mai 1945“ nach 1990 erinnert.